# Juiz Social

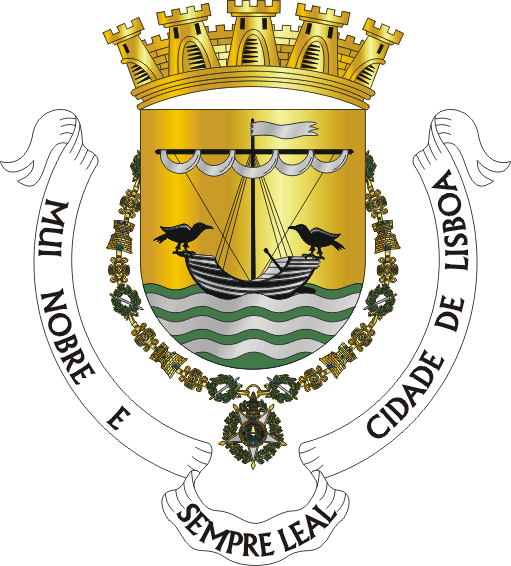
Câmara Municipal de Lisboa
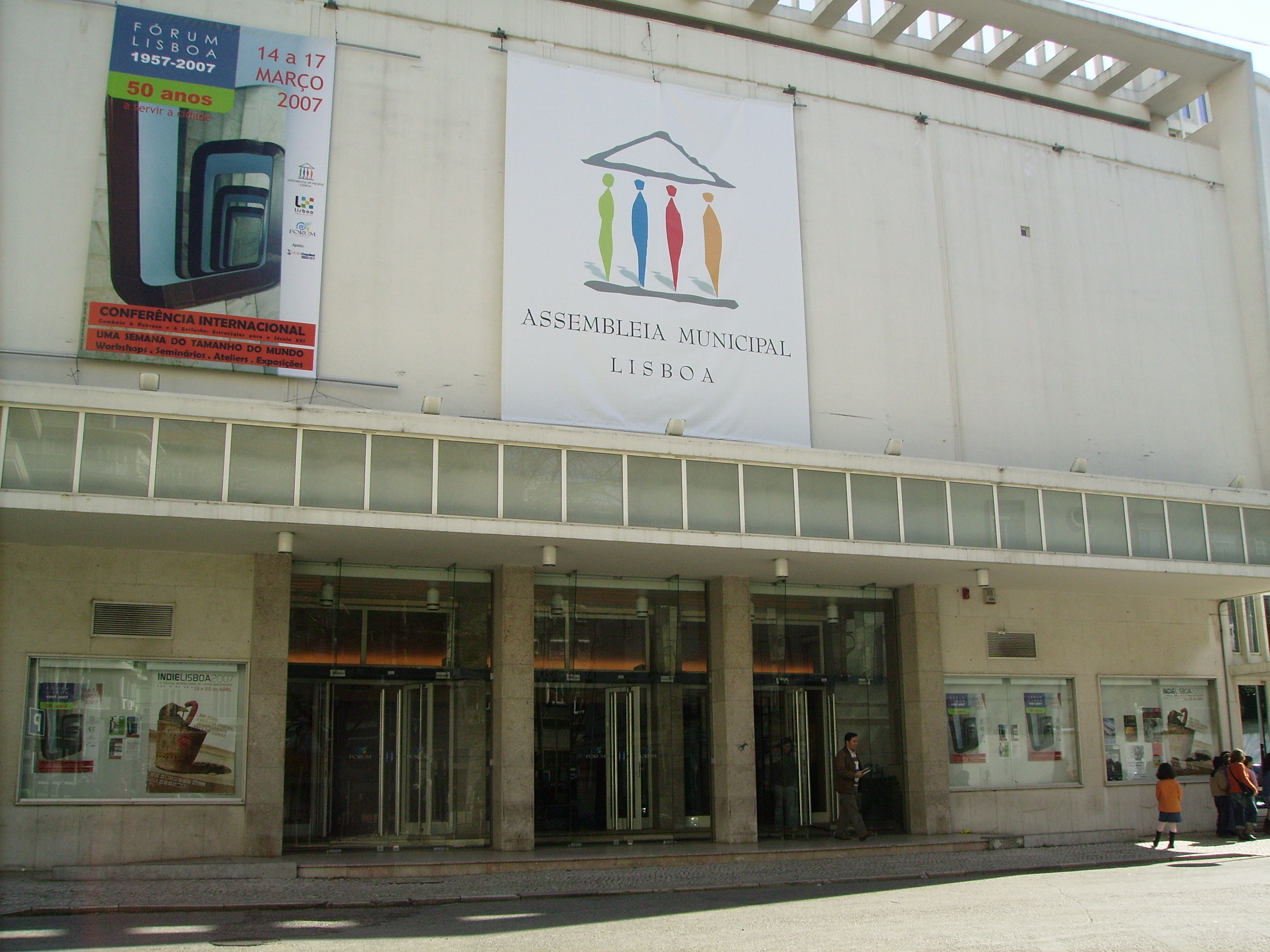
Assembleia Municipal de Lisboa
Conselho Superior da Magistratura
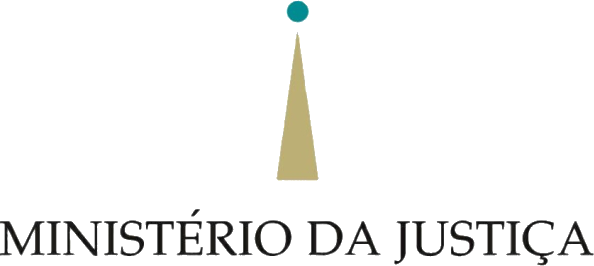
Ministério da Justiça

O Juiz Social é uma figura prevista desde 1978 no ordenamento jurídico português para designar os cidadãos que em certas matérias vão ajudar o juiz de direito a decidir as causas em tribunal. Esta função está prevista na Lei Orgânica dos Tribunais Judiciais, sendo o Decreto-Lei 156/78 de 30 de Junho o instrumento legal que prevê o "Regime de Recrutamento e Exercício de Funções dos Juízes Socais". A actividade dos Juízes Sociais, conforme consagrada no DL 156/78 de 30de Junho, está limitada a determinadas áreas e tribunais: Trabalho, Arrendamento Rural, Familia (Tribunal de Menores).

## Os Juízes Sociais[2]
- São nomeados por períodos de 2 anos;
- Devem ter entre 25 e 65 anos de idade;
- Devem saber ler e escrever português;
- Devem estar no pleno gozo dos direitos civis e políticos;
- Devem não estar pronunciados nem ter antecedentes criminais;

A candidatura a Juiz Social não tem custos.
Após aprovação em Assembleia Municipal, as candidaturas são remetidas ao Conselho Superior da Magistratura e ao Ministério da Justiça